# Mariana de la noche (série télévisée, 2003)
Pour les articles homonymes, voir Mariana de la noche.
Mariana de la noche est une telenovela mexicaine diffusée en 2003-2004 sur Canal de las Estrellas.

## Distribution
- Alejandra Barros : Mariana Lugo
- Jorge Salinas : Ignacio Montenegro Madrigal
- Angélica Rivera : Marcia Navarro
- César Évora : Don Atilio Montenegro
- Alma Muriel : Isabel Montenegro
- María Rojo : Lucrecia Vargas
- Patricia Reyes Spíndola : Maria Dolores "Maria Lola"
- Roberto Blandón : Don Iván Navorra
- Diana Molinari : Alma Madrigal
- José Carlos Ruiz : Isidro Valtierra
- Adriana Fonseca : Caridad "Chachi" Montenegro
- Marjorie de Sousa : Carol Montero
- René Strickler : Dr. Camilo Guerrero
- Patricia Navidad : Yadira de Guerrero
- Carlos de la Mota : Damián
- Sergio Acosta : Cumache
- Aurora Clavel : Mamá Lupe
- Ignacio Guadalupe : Mediomundo Páramo
- Jaime Lozano : Eladio González
- Esperanza Rendón : Vilma Olvera
- Rafael Rojas : Ing. Gerardo Montiel
- Aleida Núñez : Miguelina de Páramo
- Valentino Lanús : Javier Mendieta
- Miguel de León : Ing. José Ramón Martínez
- Roberto Ruy : Miztli
- Socorro Bonilla : Nelly
- Sandra Montoya : Itzel
- Agustín Arana : Oropo
- Arturo Muñoz : Max Moraje
- Raúl Ramírez : Padre Pedro
- Daniel Continente : Juan Pablo Guerrero
- Benjamín Islas : Liborio Hernández
- Joustein Roustand : Gonzalito González
- Gabriel Roustand : Zamora
- Ileana Montserrat : Teresita
- José Luis Avendaño : Francisco
- Esther Barroso : Cándida Chávez
- Ana Hally
- Xorge Noble : Comandante Aragón
- Eduardo Noriega : Sr. Noriega
- Manuel Raviela : Benito
- Roberto Vander : Ángel
- Liza Willert : Juanita López y Fuster
- Carlos Amador : Sergio López
- Verónika con K : Ruth Samanéz
- Patricia Romero : Doris
- Ricardo Vera : Comandante Romo
- Sergio Jurado : Jorge Soto Moreno
- Juan Ignacio Aranda : Dr. Jorge Lozano
- Antonio Salaberry : Manuel Rivero
- Gerardo Klein : Doctor
- Jorge Pascual Rubio : Abogado
- Salvador Garcini : Lauro

## Diffusion internationale
| Pays                   | Chaîne                 | Titre               | Première diffusion |
| ---------------------- | ---------------------- | ------------------- | ------------------ |
| Mexique                | Canal de las Estrellas | Mariana de la noche | 20 octobre 2003    |
| Argentine              | América TV             | Mariana de la noche |                    |
| Argentine              | Latinovelas            | Mariana de la noche |                    |
| Bulgarie               | bTV                    | Тъмна орис          |                    |
| Colombie               | RCN Televisión         | Mariana de la noche |                    |
| États-Unis             | Univision              | Mariana de la noche |                    |
| États-Unis             | Telefutura             | Mariana de la noche |                    |
| Pérou                  | América Televisión     | Mariana de la noche |                    |
| Chili                  | Mega                   | Mariana de la noche |                    |
| Chili                  | La Red                 | Mariana de la noche |                    |
| Paraguay               | Telefuturo             | Mariana de la noche |                    |
| Paraguay               | LaTele                 | Mariana de la noche |                    |
| République dominicaine | Telemicro              | Mariana de la noche |                    |
| Venezuela              | Venevisión             | Mariana de la noche |                    |
| Équateur               | Gama TV                | Mariana de la noche |                    |
| Macédoine              | MRT                    | Marijana            |                    |
| Salvador               | TCS                    | Mariana de la noche |                    |
| Pologne                | TVN                    | Zaklęte serce       |                    |
| Panama                 | Telemetro              | Mariana de la noche |                    |
| Espagne                | LaSexta2               | Mariana de la noche |                    |
| Espagne                | Nova                   | Mariana de la noche |                    |
| Brésil                 | SBT                    | Mariana da Noite    | 16 janvier 2006    |
| Bosnie-Herzégovine     | Pink BH                | Ukleta Marijana     |                    |
| Roumanie               | Acasa TV               | Ingerul noptii      |                    |
| Grèce                  | Star Channel           | Μαριάννα της Νύχτας |                    |
| Chypre                 | ANT1                   | Μαριάννα της Νύχτας |                    |
| Slovaquie              | Markíza                | Mariana, dcéra noci |                    |
| Serbie                 | RTV Pink               | Маријана            |                    |

## Autres versions
- Mariana de la noche (Venevisión, 1976) avec Lupita Ferrer et José Bardina.

### Sources
- (es) Cet article est partiellement ou en totalité issu de l’article de Wikipédia en espagnol intitulé « Mariana de la noche (telenovela de 2003) » (voir la liste des auteurs).